# Jukos
Jukos (ros. ОАО «НК „ЮКОС“») – rosyjskie przedsiębiorstwo naftowe działające w latach 1993–2007.

## Historia
Przedsiąbiorstwo powstało w 1993. Jego nazwa pochodzi od pierwszych liter głównych aktywów należących wówczas do kompanii: Jugansknieftiegazu (Юганскнефтегаз) i Kujbyszewnieftieorgsintiez (КуйбышевнефтеОргСинтез). W 1995 państwo sprzedało 45% akcji Jukosu bankowi Menatep, który wkrótce dokupił jeszcze 33% akcji. W 1996 na czele przedsiębiorstwa stanął Michaił Chodorkowski, będący jednocześnie głównym akcjonariuszem Menatepu.
W kolejnych latach Jukos przejął kilka mniejszych rosyjskich przedsiębiorstw naftowych, dzięki czemu mógł zwiększyć wydobycie. W 2003 stał się największym przedsiębiorstwem naftowym w Rosji. Roczne wydobycie ropy sięgało 81 mln ton, co dawało niemal 20% całości rosyjskiej produkcji. Sukces zawdzięczał dobremu zarządzaniu (jako jedna z pierwszych rosyjskich kompanii energetycznych, zatrudnił wielu menedżerów z Zachodu), względnej przejrzystości w działaniu i efektywnemu lobbowaniu swoich interesów w rosyjskiej Dumie.
Ówczesna struktura własności Jukosu nie była do końca jasna. Zgodnie z danymi opublikowanymi przez przedsiębiorstwo w 2002 roku jego największymi akcjonariuszami byli: Michaił Chodorkowski (9,5%), Leonid Niewzlin (8%), Płaton Lebiediew (8%), Władimir Dubow (7%), Michaił Brudno (7%) i Wasilij Szachnowski (4,5%).
Po kilku latach od prywatyzacji Jukos stał się potężnym przedsiębiorstwem o wielkich ambicjach. W kwietniu 2002 ogłoszono fuzję Jukosu z Sibnieftem, inną rosyjską kompanią energetyczną. W rezultacie połączenia miał powstać czwarty pod względem wydobycia koncern naftowy świata. Plany Chodorkowskiego pokrzyżował jednak Kreml.
2 lipca 2003 aresztowany został Płaton Lebiediew, wiceprezes przedsiębiorstwa. Oskarżono go o oszustwa i niepłacenie podatków. Wydarzenie to otworzyło tzw. „sprawę Jukosu”. 25 października 2003 aresztowany został Michaił Chodorkowski, który miał spędzić w kolonii karnej 10 lat, do ułaskawienia przez prezydenta Władimira Putina i emigracji z Rosji w 2013. Był to początek końca przedsiębiorstwa, które popadło w konflikt z władzą. Jego najważniejszymi przyczynami były: chęć Kremla, aby przejąć część aktywów Jukosu, który stał się zbyt potężny oraz ambicje polityczne jego największych akcjonariuszy. Oficjalnie Jukos został oskarżony o niepłacenie podatków w należnej wysokości. Suma zaległości przedstawionych przedsiębiorstwu do 2006 wyniosła ponad 50 mld dolarów, co przewyższało wartość całego przedsiębiorstwa sprzed „sprawy Jukosu”.
W grudniu 2004 na licytacji sprzedano, znacznie poniżej realnej wartości, największe złoże Jukosu – Jugansknieftiegaz. Przejął je Rosnieft, państwowa kompania naftowa. W sierpniu 2006 przedsiębiorstwo zostało ogłoszone bankrutem, a dopiero w 2015 roku zawarto po latach formalne porozumienie z nieistniejącą realnie od 2007 roku firmą, kończąc ostatecznie „sprawę Jukosu”.